# 1993-as magyar teniszbajnokság
Az 1993-as magyar teniszbajnokság a kilencvennegyedik magyar bajnokság volt. A bajnokságot szeptember 4. és 12. között rendezték meg Budapesten, a Római Teniszakadémia pályáin.

## Eredmények
| Versenyszám  | Arany                                               | Arany | Ezüst                                               | Ezüst | Bronz                                                                                                 | Bronz |
| ------------ | --------------------------------------------------- | ----- | --------------------------------------------------- | ----- | --- | ----- |
| Férfi egyéni | Krocskó József Nyíregyházi VSC                      |       | Nagy Viktor Vasas SC                                |       | Barátosi Levente Vasas SCKeresztes Krisztián BSE                                                      |       |
| Női egyéni   | Földényi Annamária Vasas SC                         |       | Noszály Andrea Újpesti TE                           |       | Mandula Petra Vasas SCCsurgó Virág Bp. Spartacus                                                      |       |
| Férfi páros  | Markovits László, Köves Gábor Vasas SC, PÁRA TC Érd |       | Kisgyörgy Gergely, Sávolt Attila MTK, Vasas SC      |       | Nagy Zoltán, Petrovics Szilárd MTK, Pécs VTCGyuris Gábor, Heszler Gábor Újpesti TE                    |       |
| Női páros    | Földényi Annamária, Temesvári Andrea Vasas SC       |       | Ferenczi Dóra, Muzamel Ágnes Újpesti TE, Bp. Honvéd |       | Habi Emese, Miskolczi Katalin Bp. SpartacusFöldényi Diana, Gáspár Petra Vasas SC                      |       |
| Vegyes páros | Sávolt Attila, Temesvári Andrea Vasas SC            |       | Hornok Miklós, Mandula Petra BSE, Vasas SC          |       | Csabai Péter, Csapó Zsófia Velencetours SC, Vasas SCFüle Zsolt, Miskolczi Katalin ROTE, Bp. Spartacus |       |